# Permoraphidia americana
Permoraphidia americana là một loài côn trùng trong họ Permoraphidiidae thuộc bộ Orthoptera. Loài này được Tillyard miêu tả năm 1932.